# Adult Top 40
Bảng xếp hạng Adult Top 40 (hay biết với cái tên Adult Pop Songs) được cập nhật hàng tuần bởi tạp chí Billboard và những vị trí bài hát "phổ biến nhất của Adult Top 40 cũng như dựa trên những phát hiện trên sóng radio được phân phối bởi Nielsen Broadcast Data Systems".
Đây là một định dạng mà trong đó thể loại hướng nhiều hơn tới khán giả người lớn không có chi phí hard rock, hip hop hoặc adult contemporary. Những thể loại chính có trong định dạng này là alternative rock và pop chủ đạo được nhiều người lớn biết đến. Nó không bị nhầm lẫn với adult contemporary, nơi ít người biết tới và những bài hát ballad-driven được chơi.